# Gian Carlo Cailò
Gian Carlo Cailò (* 1659 in Rom; † 2. Mai 1722 in Neapel) war ein italienischer Violinist und Komponist.

## Leben und Wirken
Erstmals Erwähnung findet Cailò im Kreis der Musiker um Carlo Mannelli in Rom. Ab 1682 spielte er gelegentlich als Mitglied der Kapellen von San Giacomo degli Spagnoli und San Girolamo della Carità, im November 1683 findet sich sein Name in einer Mitgliedsliste der Congregazione dei Musici di sotto l’invocazione S. Cecilia. Im gleichen Jahr folgte er Alessandro Scarlatti nach Neapel, wo er am Teatro San Bartolomeo spielte. Er ließ sich in Neapel nieder, wo er 1688 heiratete. Ab dem 20. April 1684 bis zu seinem Tod war er Musiker in der königlichen Kapelle und ab 1690 spielte er regelmäßig in der Cappella del Tesoro di San Gennaro der Kathedrale von Neapel. 1707 wurde er zum Gouverneur der Congregazione dei Musici di Palazzo Reale. Cailòs Konzerttätigkeit entsprach seiner Tätigkeit als Lehrer. Im Jahre 1686 wurde er Lehrer für Streichinstrumente am Conservatorio di Santa Maria di Loreto und acht Jahre später wurde er Nachfolger Nicola Vinciprovas  († 1694) als Professor für Violine am Conservatorio della Pietà dei Turchini. Zu seinen Schülern zählen Francesco Barbella, Nicola Fiorenza, Angelo Ragazzi, Giovanni Antonio Piani sowie die Cellisten Francesco Paolo Supriani und Francesco Alborea.
Von den Kompositionen Cailòs sind derzeit nur zwei Sonaten auffindbar.